# Pact van Praag
Het Pact van Praag was een akkoord in de schaakwereld over het Wereldkampioenschap schaken.
De schaakwereld was diep verdeeld en de kloof tussen de FIDE en de PCA en haar opvolgers werd hoe langer hoe groter. Op initiatief van Yasser Seirawan werd het Pact van Praag gesloten waarin werd vastgelegd dat de twee wereldkampioenschappen in 2003 onder één noemer gebracht zouden worden, waarna er weer een duidelijke kwalificatie-cyclus in het leven zou worden geroepen. FIDE-kampioen Roeslan Ponomarjov en Garri Kasparov zouden een match spelen. Vladimir Kramnik en de winnaar van een kandidatentoernooi in Dortmund zouden een match spelen. De winnaars van deze matches zouden uiteindelijk om het verenigde kampioenschap spelen.
Van al deze plannen is weinig terechtgekomen. De match tussen Kasparov en Ponomarjov ging om onduidelijke redenen niet door. Ook een match tussen Kasparov en Ponomarjovs opvolger Rustam Kasimdzjanov kon de FIDE niet van de grond krijgen. Het toernooi in Dortmund ging wel door een werd gewonnen door Péter Lékó. Pas in 2004 werd een match tussen hem en Kramnik gehouden.